# Шошенк II
Хекачепере Шошенк II је био фараон двадесет друге династије у Египту. Био је једини владар ове династије чија гробница није била опљачкана од стране пљачкаша гробова.
Његово последње пребивалиште било је откривено у предсобљу Псусенеса I код Таниса од стране Пира Монтета 1939. године. Монтет је уклонио поклопац ковчега Шошенка II 20. марта 1939. године у присуству самог египатског краља Фарука. Показало се да садржи велики број наруквица и пекторала украшеним драгуљима, заједно са прелепим сребрним ковчегом и златном маском. Златна маска је стављена на главу краља. Монтет је открио и нетакнуте гробнице два краља двадесет прве династије – Псусенеса I и Амнемопе годину дана касније, у фебруару и априлу 1940. године. Шошенк II преномен, Heqakheperre Setepenre, значи „манифестација Ра правила, изабраног Ра”.

## Загонетан идентитет Шошенка II
Постоји мала могућност да је Шошенк II био син Шошенка I. Две наруквице из гробнице Шошенка II помињу краља Шошенка I и на њима је исписано „Велики поглавица Ма Шошенк", текст који је Шошенк I записао под Фусенесом, пре него што је постао краљ. Ово се може тумачити као доказ о могућој породичној вези између два мушкарца или само као пука баштина.
Научници нису сигурни у вези порекла овог краља, а неки од њих данас тврде да је Шошенк II заправо био млађи син Шошенка I - који је надживео Осоркона I и Такелота I - због напред наведених открића, именујући оснивача двадесет друге династије унутар његове нетакнуте краљевске гробнице Таните, као што немачки египтолог Карл Јансен-Винкелн примећује у књизи о египатској хронологији. Др Даглас Дери, шеф одељења за анатомију музеја у Каиру, форензичким испитивањем тела Шошенка II открива да је био стар око педесет година када је умро, па се претпоставља да је Шошенк II након 35-годишње владавине Осоркона I постављен за владара Египта, а после њега је Такелот дошао на власт. У копији Секста Јулија Африканца из Манетовог Епитома се чак наводи да су „три краља" владала између Осоркона I  и Такелота I, иако се ова теорија тренутно не може потврдити због малог броја доказа за овај период и њихове кратке владавине. Један од тих слабо познатих монарха био је и Туткхепере Шошенк који је био владар ране двадесет друге династије, на Доњем и Горњем Египту, на Бубастису и Абидосу. Доказ да је Шошенк II био претходник Осоркона II указује чињеница да је његов ковчег са соколовом главом стилски сличан "поклопцу са соколовим главом" који је је био на гранитном ковчегу краља Харсиесе А, из Мединет Хабуа. Харсиесе А је био рани савременик Осоркона II и вероватно и Такелот I и он није чврсто контролисао Горњи Египат у његовој владавини. То имплицира да су Шошнк II и Харсиесе А били савременици, јер је Харсиесе А био син Високог свештеника Амуна Шошенка Ц у Теби и, према томе, унук Осоркона I.
Харсиесеови погребни докази смештају Шошенка II отприлике  у једну или две генерације након Осоркона I и на кратко између Такелота I и Осоркона II у Танису. У овом случају, објекти који су именовали Шошенка I у овој краљевој гробници били би јединствено наслеђе, а не доказ стварног односа између Шошенка I и II. Ово последње тумачење је подржао Јурген вон Бецкератх, у својој књизи из 1997. године, Хронологије дес Фараонишен Агиптен који верује да је Шошенк II заправо био старији брат Такелота I. Став да је Шошенк II  био старији брат Такелота I такође је подржан и од стране Норберта Дауценберга, у књизи ГМ 144 Вон Бецкератх, међутим, поставља Шошенка II између владавине Такелота I и Осоркона II у Танису.
Кенетх Кичхен, у свом најновијем издању из 1996. године „Трећи средњи период у Египту (1100—650. п. н. е.)", тврди да је Шошенк II био Велики свештеник Амуна Шошенка Ц, сина Осоркона I и краљице Маткаре, био је именован за млађег наследника престола, у случају да му отац умре. Стручњаци сугеришу да се таква суштинска рефлексија одражава на завоје Рамесеум мумије Накхтефмута, који садрже датуме „Године 3." и „Године 33. Други Хеб Сед". Датум „33. године" који се овде спомиње готово сигурно се односи на Осоркона I јер је Накхтефмут носио прстен који је носио овај краљевски назив. Стручњаци из овог доказа закључују да је 33. година Осоркона I еквивалентна трећој години Шошенка II, и да је овај други био сам Шошенк Ц.
Међутим, однос између Осоркона I и Шошенка II је неизвестан, јер нема јасних доказа да су трећи и 33-годишњи завоји на Нактефмутовом телу направљени у исто време. Ова два датума нису написана на једном комаду мумије, уместо тога, датуми су написани на два одвојена и неповезана мумијска завоја који су вероватно били уткани и коришћени након неколико година, као што је код  свештеника Амуна. Најистакнутији пример је мумија Чонсмачеру у Хамбургу која садржи одвојене завоје из  11., 12. и 23. године владавине Осоркона I - или минимални период од 12 година између њиховог стварања и коначне употребе. Други пример је мумија Дедптахиуфанча, Трећег или Четвртог Пророка Амуна, који носи различите завоје из  5., 10. и 11. године владавине Шошенка I, или шест година у њиховој коначној употреби за балзамовање. Ова два примера показују да су храмски свештеници једноставно поново користили старо или рециклирано платно за које су могли добити приступ својим ритуалима мумификације. Машинско платно 3. године би, према томе, припадало владавини Осорконовог наследника. Друго, ниједно од сопствене деце великог свештеника Шошенка Ц није било умотано у Осорконов погребни папирус П. Денон Ц, смештен у Руској националној библиотеци у Санкт Петербургу, или други свештеник по имену Харсиесе (вероватно краљ Харсиесе А) који је посветио Бесову статуу у знак сећања на његовог оца, сада у Дурхам музеју - даје краљевске титуле њиховом оцу на сопствене погребне објекте. Свештеник Осоркон себе назива „сином Високог свештеника Шошенка", а не називом „Краљев син" у својим погребним папирима, који би вероватно настали  након смрти његовог оца.
На Харсиесеу, Јакует-Гордон напомиње да „нема добрих доказа који би указивали да је први пророк Шошенк Ц икада тврдио, или му је додељен краљевски чин „Статуа без икаквог краљевског имена наглашава да, ако је Шошенк Ц”имао чак и најмање претензије на краљевски чин, његов син не би пропустио да спомене ту чињеницу." Зато морамо да закључимо да он није имао таквих претензија. То указује да велики свештеник Шошенк Ц није био краљ Шошенк II. Иако је име Шошенк Ц заиста написано на статуи Беса, ниједно краљевско име или преномен никада није дато. Пример краљевог сина који је своје име ставио на споменик, али никада није наследио престо, био је Вадмосе, син краља Новог краљевства Тхутмосеа I.

## Независна владавина
Чињеница је да сахрањивање Шошенка II није садржавало нити један предмет или обележје које је именовало Осоркона I. Мало је вероватно да би Осоркон заиста покопао свог сина. Стручњаци су приметили да је ова краљева гробна роба укључивала пекторал који је првобитно био уписан за Великог поглавара Ма Шошенка I - пре него што је други постао краљ „пар наруквица Шошенка I као краља, али не и каснијег објекта". Ова ситуација се чини невероватном ако је Шошенк II заиста био  Шошенк Ц, син Осоркона I који је умро и покопан поред свог оца. Краљеви других династија, 21. и 22, као што су Аменемопе и Такелот I, на пример, користили су гробне предмете који су спомињали имена њихових родитеља у њиховим гробницама. Ово сугерише да Хекачепере Шошенк II није био син Осоркона I него нечији син, можда Шошенка I, како Карл Јансен-Винкелн пише у својој најновијој књизи о египатској хронологији да: „Пошто су појединци покопани у краљевским гробницама Таните су често носили предмете који припадају њиховим родитељима, па је овај краљ Шошенк II вероватно син Шошенка I."
Погребни предмети овог фараона, као што су његов сребрни ковчег, пекторали драгуља и картонажа, му дају јединствено краљевско име Хекачепере, па је он највероватније и  био прави краљ 22. династије, а не само малолетник. Јурген вон Бечератх прихвата ово тумачење доказа и додељује Шошенку II независну владавину од 2. године у Танису. У својој академској публикацији из 2005. о египатској хронологији, египтолози Ролф Краус и Давид Алан Варбуртон су такође приписали Шошенка II независну владавину од 1. до 2. године у 22. династији, иако су поставили ову кратку владавину Шошенка II између Такелота I  и Осоркона II. Немачки египтолог Томас Счнеидер, у раду из 2010. године, прихватио је референце у Манетовом своду на "3 таните краљеве из Африцанусове верзије и поставио је владавину и Шошенка II и Тутхепереа Шошенка у интервалу између Осоркона I  и Такелота I. Искључива употреба сребра за стварање ковчега Шошенка II прави је симбол његове моћи јер је сребро „било знатно ређе у Египту него злато."

## Смрт и покоп
Доктор Дери је прегледао мумију Шошенка II и открио да је краљ умро као резултат масивне септичке инфекције од ране на глави.
Последње почивалиште Шошенка II  је свакако било поновно сахрањивање јер је пронађен у гробу још једног краља, Псусенеса I двадесет прве династије. Научници су пронашли доказе о расту биљака на бази ковчега Шошенка II, који сугерише да је оригинална гробница Шошенка II постала преплављена, стога је потребно да се он и његова погребна опрема поново закопају у другој гробници. Како пише Аидан Додсон: „Јасно је да је присуство Шошенка II у оквиру ХПТ III (гробница Псусенес I) резултат поновног сахрањивања.“ Осим присуства краљевских ковчега у изузетно мешовитој групи ковчега, лоше стање краљевог сребрног ковчега показало је да је у антици било грубо руковање.